# Evangelische Kirche Brunnhartshausen

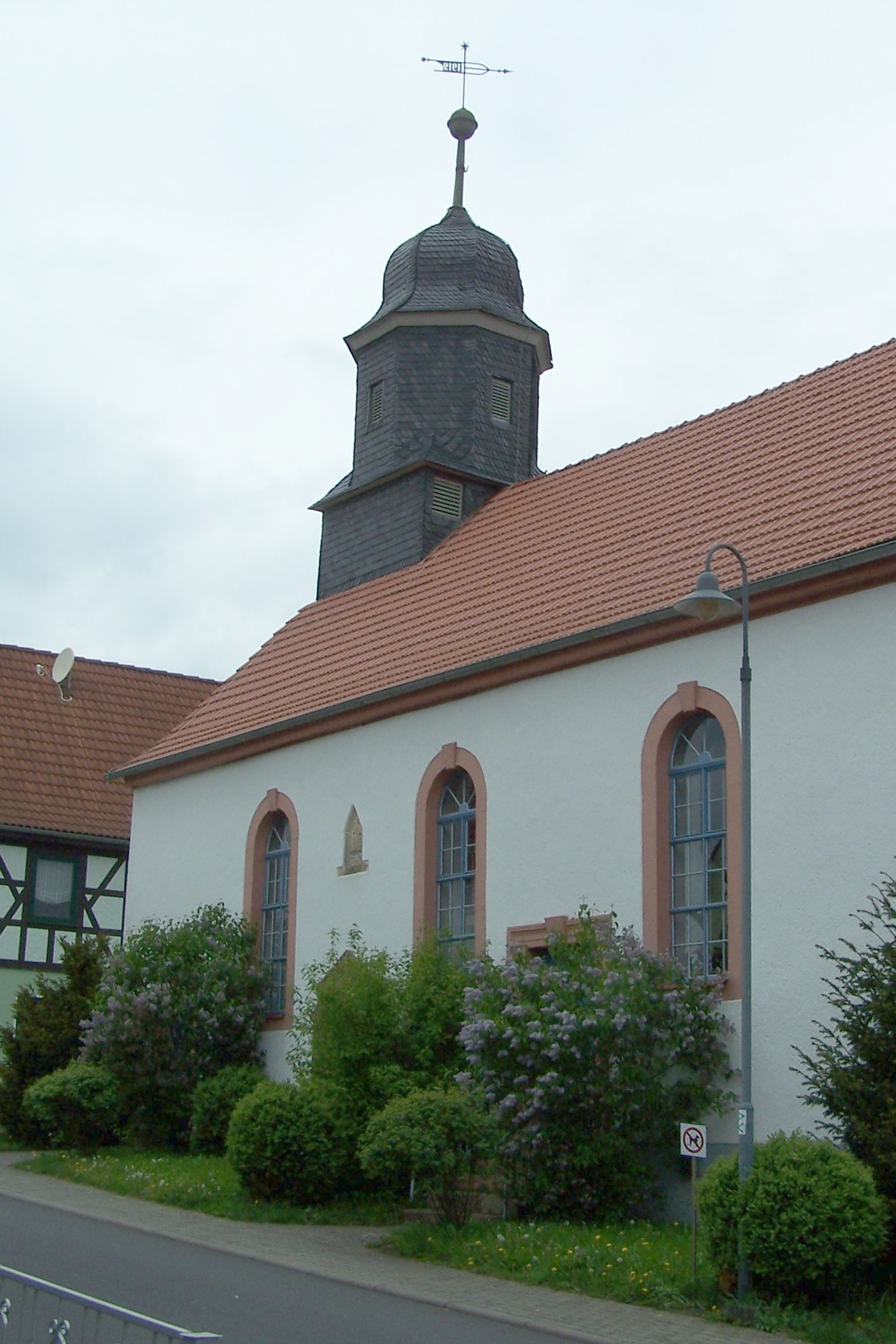
Evangelisch-lutherische Dorfkirche Brunnhartshausen

Die evangelisch-lutherische Kirche steht in Brunnhartshausen, einem Ortsteil von Dermbach im thüringischen Wartburgkreis.

## Geschichte
Wie aus einer Inschrift am Sturz der unteren Tür zu entnehmen ist, wurde sie im Jahre 1732 erbaut. An der „hinteren Wand“ der Kirche, die von der früheren Kapelle stammen soll, sind hinter der Orgel noch Teile von alten Fresken sichtbar. Die Ausmalung der Kirche erfolgte 1756. Über dem Aufgang zum Läutboden ist zu lesen: „Der Krieg ist weggenommen, der Friede wiederkommen, Gott sei Lob, Ehr und Preis. Jetzt scheinet uns die Sonne und bringt nach Tränen Wonne. Drum lobet Gott mit höchstem Fleiß. 1814, den 17. April“. Die Kirche wurde zum zweiten Adventssonntag 1926 mit elektrischem Licht ausgestattet. 1964/65 erfolgte die letzte Innenrenovierung. Die 1894 übermalten Deckenbilder konnten dabei wieder freigelegt werden. 1989, noch kurz vor der Wende, wurde eine neue Eichentreppe zur Empore eingebaut, 1991 folgten die Leuchter an den Wänden. Im Sommer 1996 erfolgte die vorerst letzte Sanierungsmaßnahme an der Kirche, als ihr Äußeres renoviert wurde.

## Ausstattung
Aus dem Jahr 1778 stammt der Altar und der Taufstein aus dem Jahr 1804. Die Darstellung des Gemäldes Luther mit dem Schwan über dem Haupteingang geht auf den tschechischen Reformator Jan Hus zurück. Die Bilder an der Kirchendecke zeigen folgende biblischen Motive: Abraham mit Isaak, Maria mit dem Jesuskind, Jesus in Gethsemani, Jesus am Kreuz und Der Auferstandene. An der westlichen Wand unter der Treppe befindet sich ein Kreuz, das vermutlich um 1500 entstanden ist.

## Orgel
Von der Orgel, die älter war als die Kirche, blieb der 1794 erweiterte Prospekt erhalten, hinter den 1985 ein neues Werk von Orgelbau Schönefeld eingebaut wurde. Die Orgel hat acht Register, verteilt auf einem Manual und Pedal. Die Disposition lautet wie folgt:
| I Manual C– |    |
| Gedackt     | 8′ |
| Prinzipal   | 4′ |
| Rohrflöte   | 4′ |
| Waldflöte   | 2′ |
| Sifflöte    | 1′ |
| Mixtur III  |    |

| Pedal C–  |     |
| Subbass   | 16′ |
| Oktavbass | 8′  |

## Glocken
Der Turm beherbergt drei Glocken: eine Bronze-Glocke von Johann Melchior Derck, der sie 1735 in Meiningen gegossen hat. Sie überstand ihre Lagerung auf dem Glockenfriedhof und kehrte am 8. August 1950 zurück. Des Weiteren hängen noch zwei Stahlglocken im Turm, die 1921 in Bochum gegossen wurden. Seit 1992 wird das Geläut elektrisch betrieben.